# 奥陶加县
奥陶加县（英語：Autauga County）是位于美国亚拉巴马州中部的一个县，县治普拉特维尔。根据美国人口调查局2010年统计，共有人口54,571。